# Graham Booth
Graham Booth (n. 29 martie 1940 - d. 14 decembrie 2011), a fost un om politic britanic, membru al Parlamentului European în perioada 1999-2009 din partea Regatului Unit. 
1. ↑  Party leader mourns 'one of UKIP's greatest servants' (în engleză), accesat în 13 februarie 2013